# Violruta
Violruta (Thalictrum delavayi) är en ranunkelväxtart som beskrevs av Adrien René Franchet. Enligt Catalogue of Life ingår Violruta i släktet rutor och familjen ranunkelväxter, men enligt Dyntaxa är tillhörigheten istället släktet rutor och familjen ranunkelväxter. Arten förekommer tillfälligt i Sverige, men reproducerar sig inte.

## Underarter
Arten delas in i följande underarter:
- T. d. acuminatum
- T. d. decorum
- T. d. mucronatum

## Bildgalleri

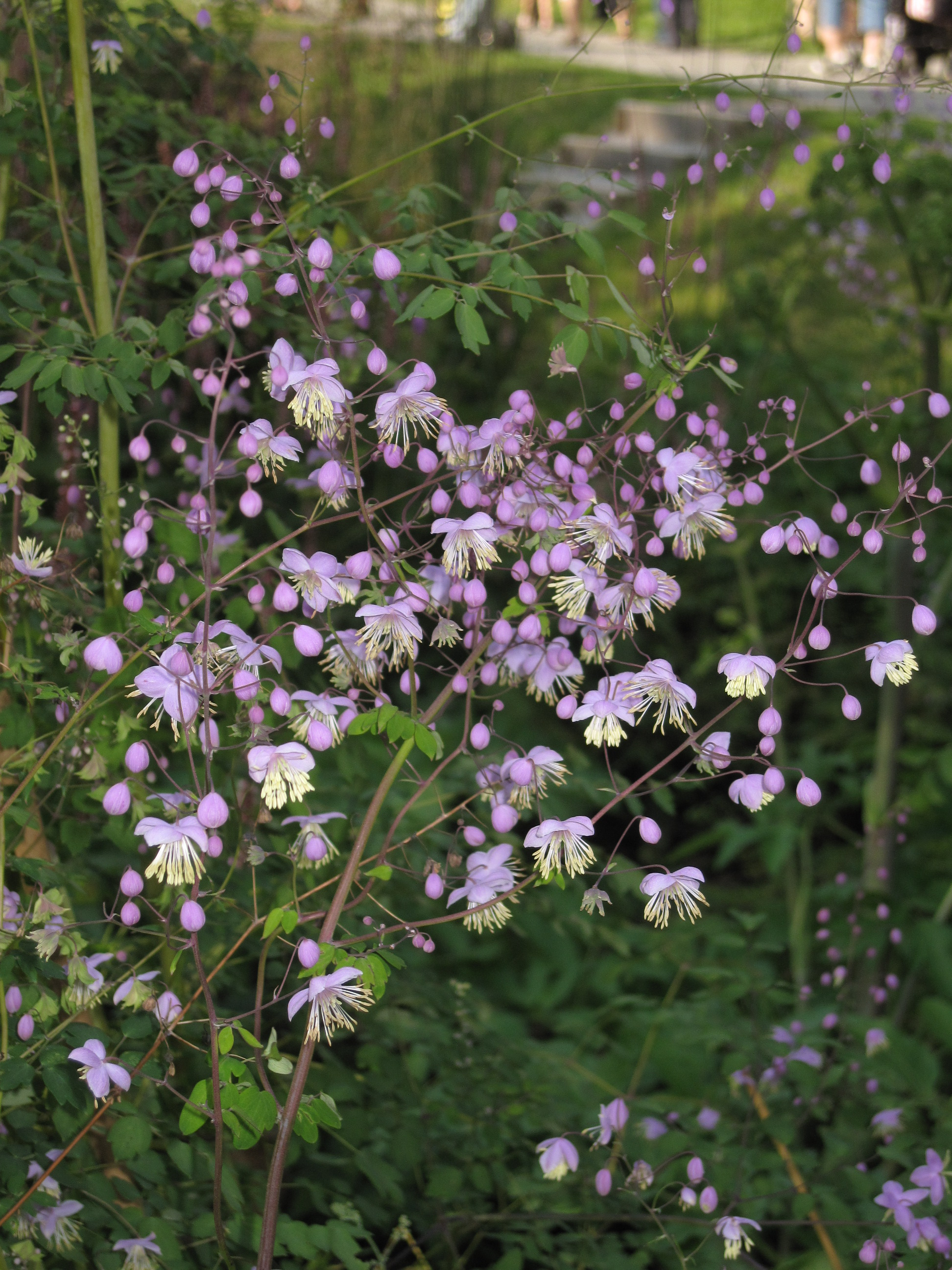
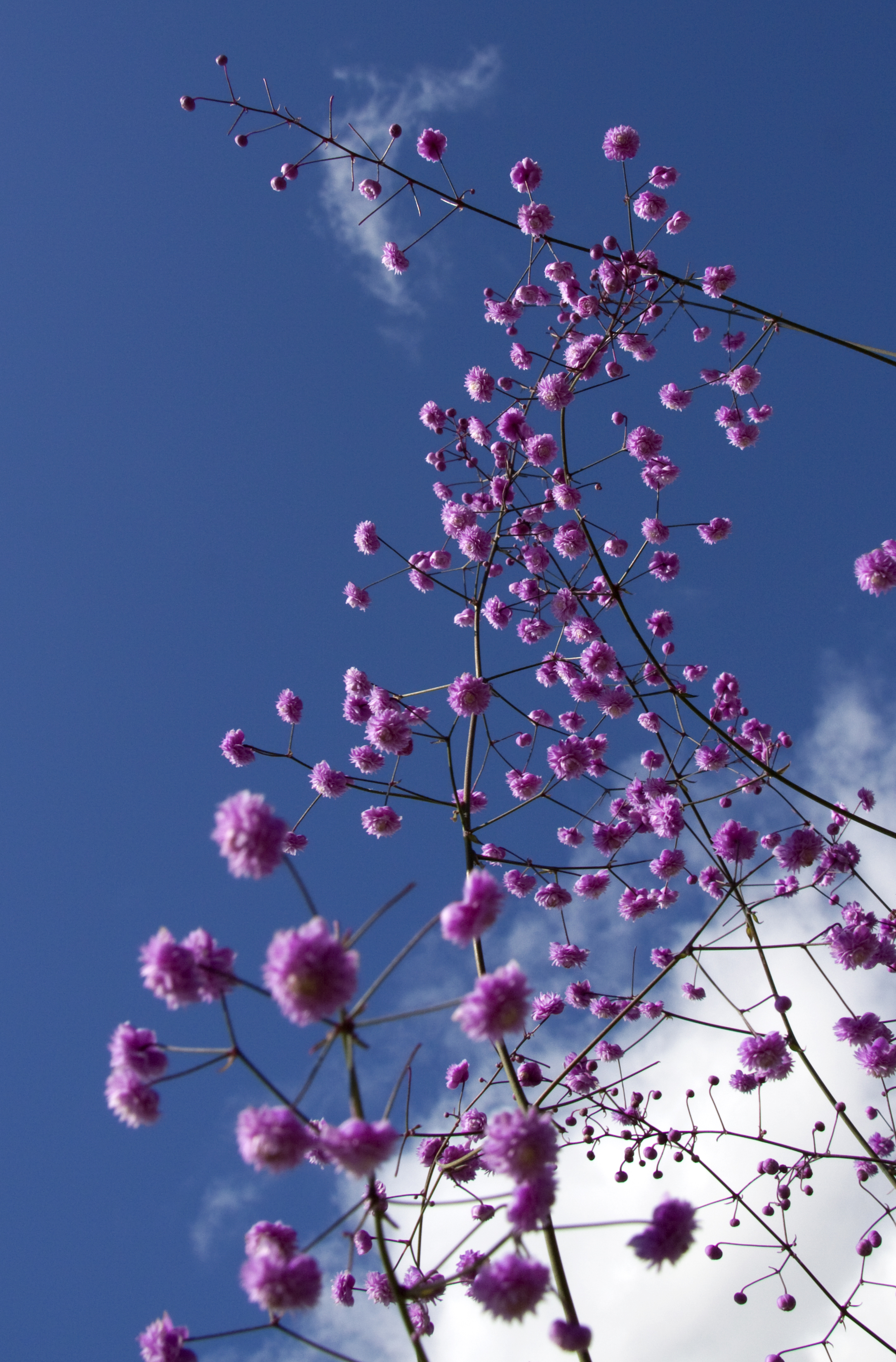
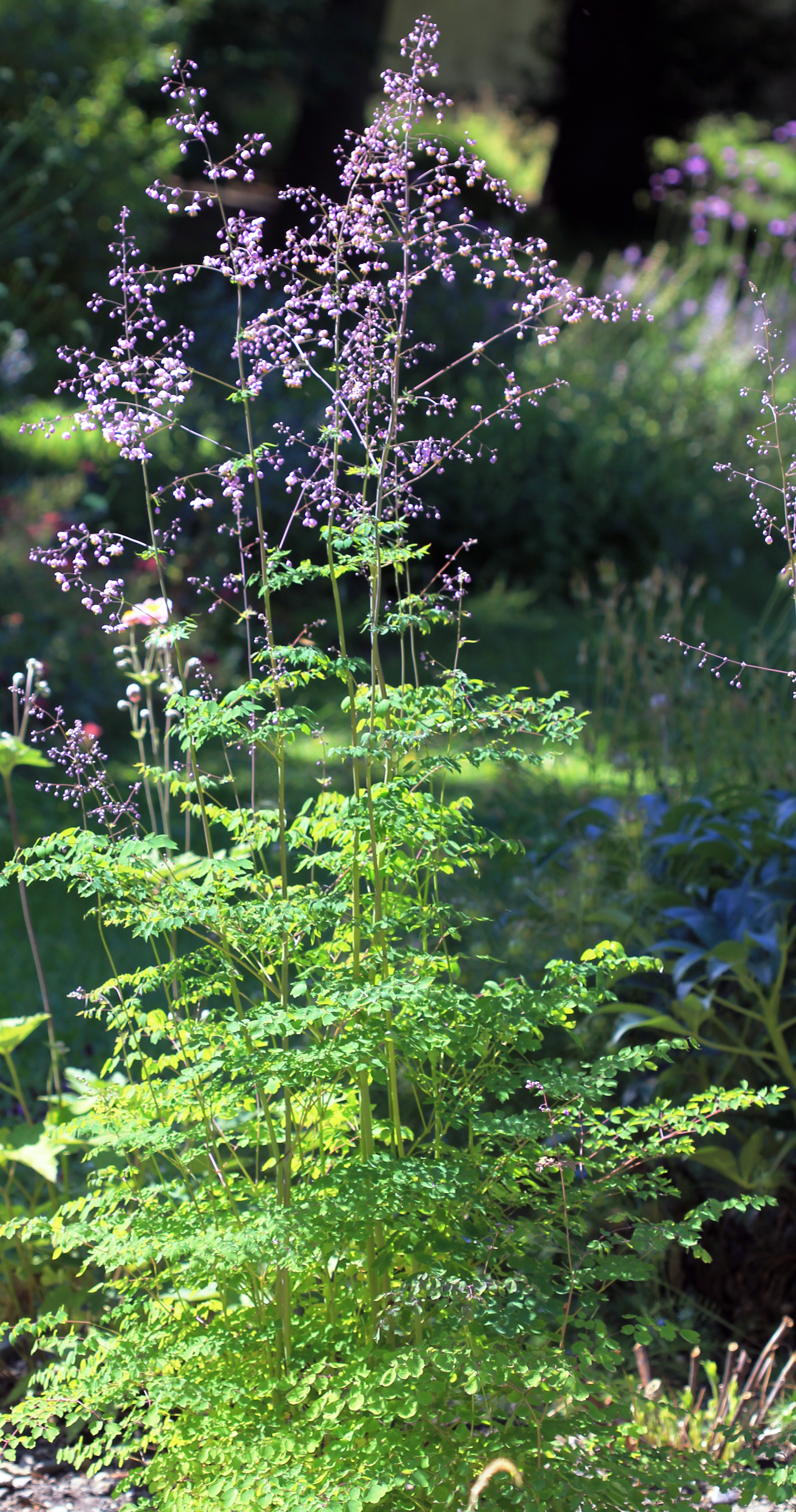
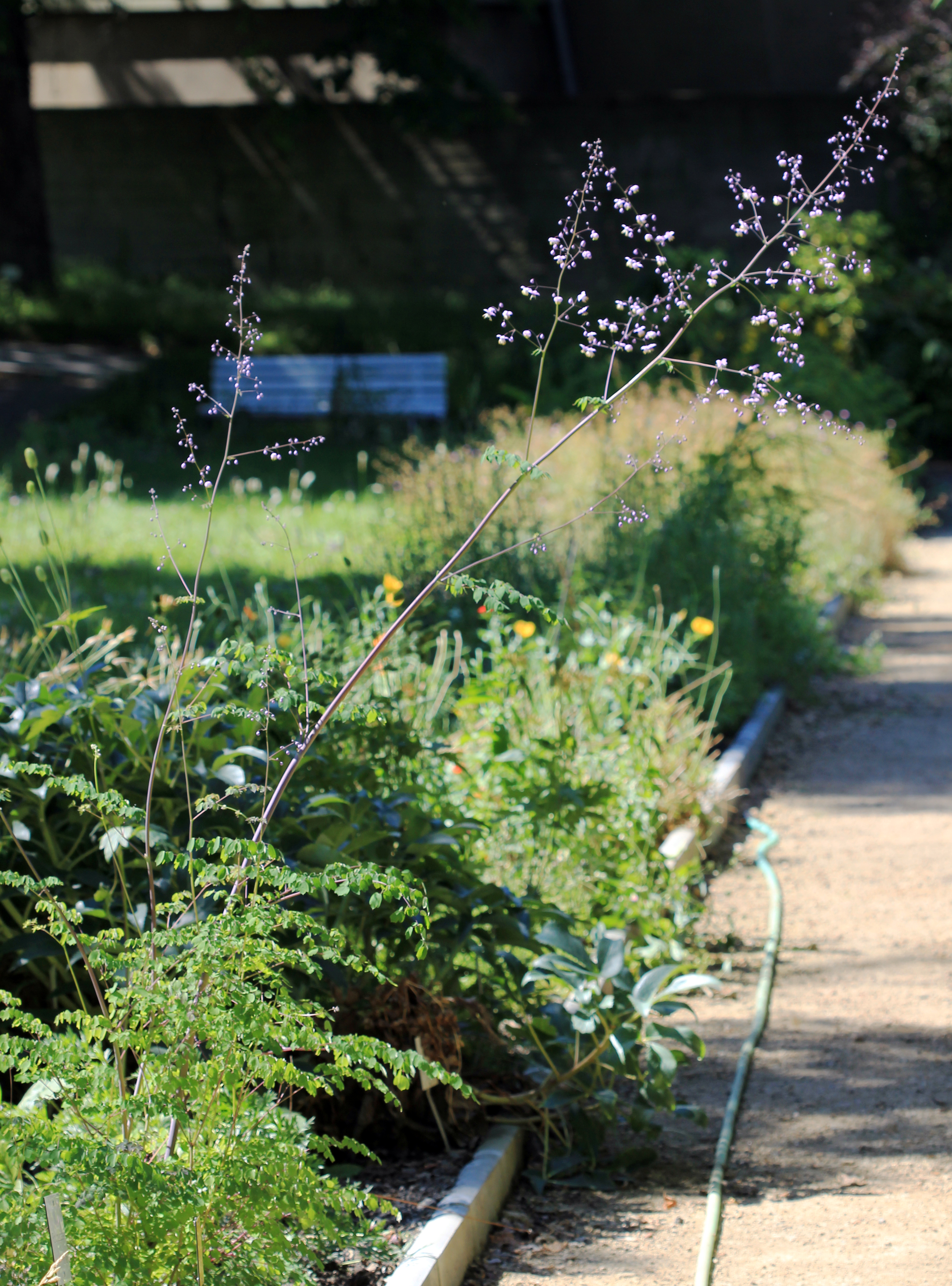
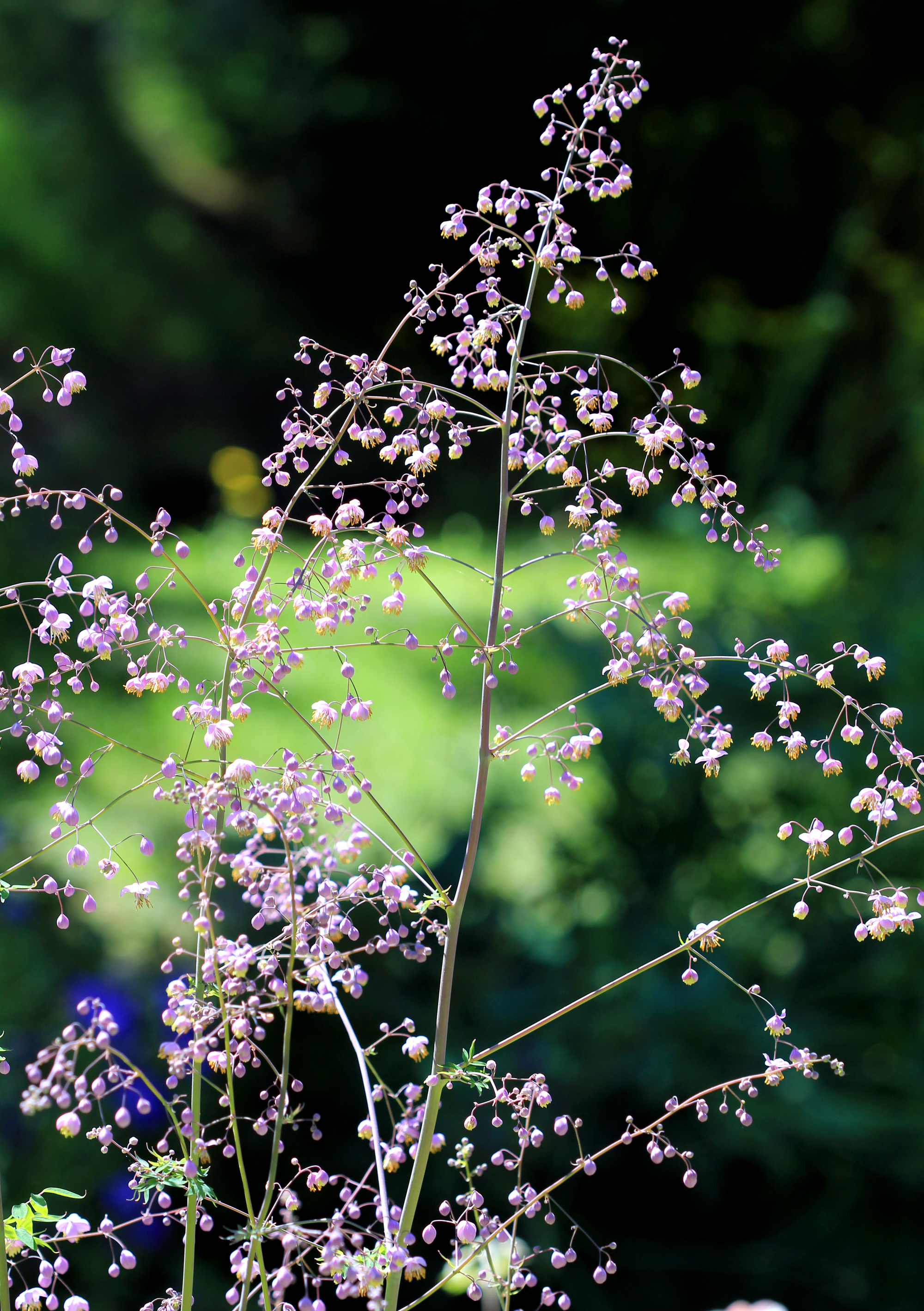
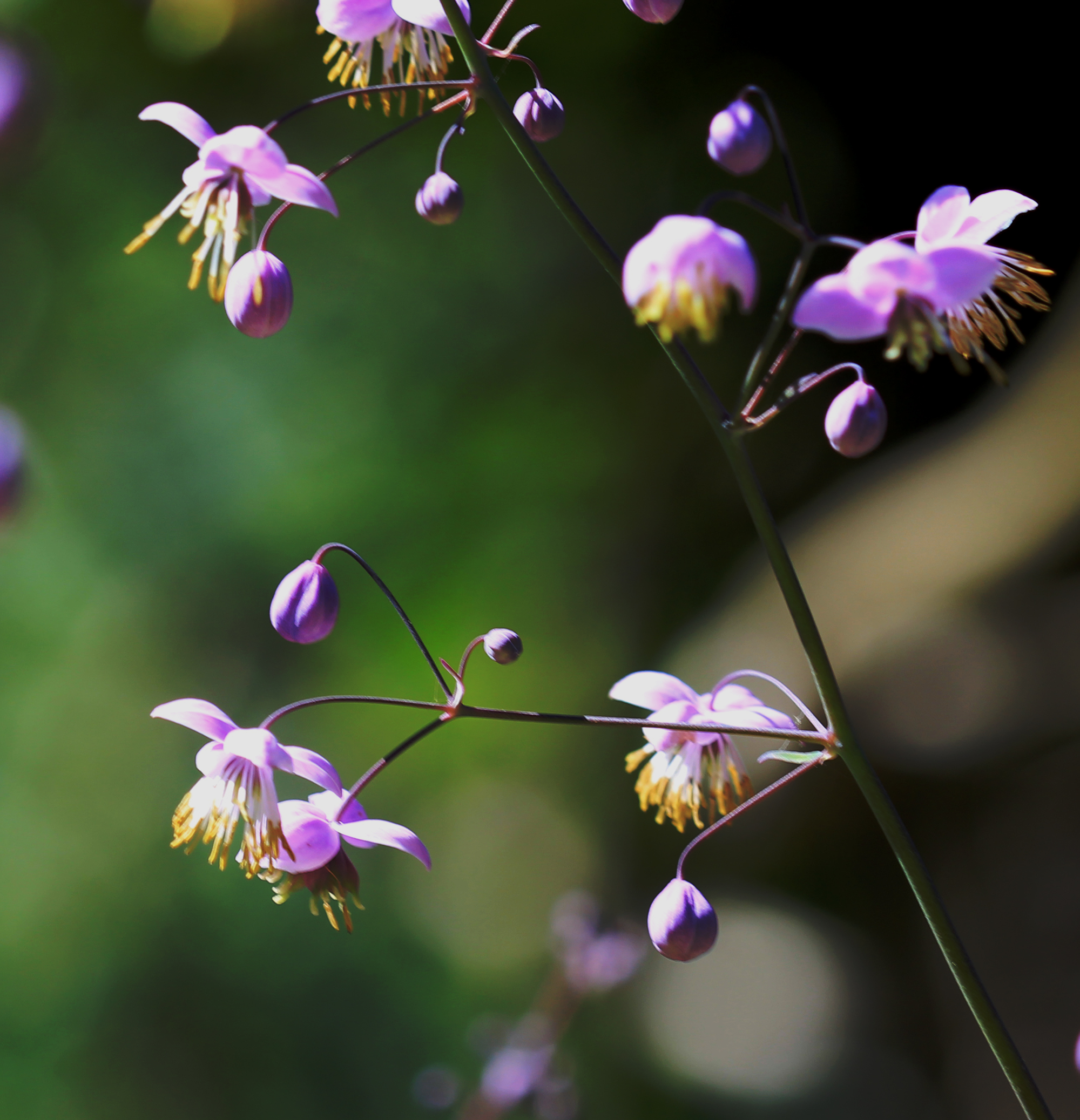